# Muzyka w średniowieczu
Muzyka w średniowieczu – muzyka tworzona i wykonywana w średniowiecznej Europie od około V do XV stulecia.

## Chorał gregoriański
Chorał (łac. chorus „chór”) jest to zbiór pieśni występujących podczas liturgii mszalnej w kościele. W okresie średniowiecza występowały różne rodzaje chorałów w zależności od ośrodka, wokół którego powstawały. Chorał gregoriański swoją nazwę zawdzięcza papieżowi Grzegorzowi I Wielkiemu (VI w.). Tradycja kościelna przypisywała mu skodyfikowanie i uporządkowanie tekstów śpiewu rzymskiego. Powszechnie jednak od drugiej połowy XX wieku kwestionuje się udział papieża Grzegorza w tym, przesuwając reformę śpiewu rzymskiego na czasy pontyfikatu papieża Sergiusza II (687–701).
Wprowadzenie precyzyjnego zapisu muzycznego miało pierwszorzędne znaczenie dla dalszego rozwoju i ujednolicenia chorału gregoriańskiego. Niezależnie od tradycji rzymskiej rozwijały się samodzielnie śpiewy w liturgii mediolańskiej, benewentyńskiej, gallikańskiej, mozarabskiej (Toledo), wizygockiej. Wszystkie te śpiewy wchodzą w skład tzw. monodii liturgicznej – cantus  planus, czyli śpiewów jednogłosowych opartych na systemie diatonicznym. Według teoretyków z X i XI wieku, termin „Planus” oznaczał śpiewy w rejestrze niskim. W tym znaczeniu użył go Guido z Arezzo w 12. rozdziale traktatu Micrologus. W epoce notacji modalnej i notacji menzuralnej (od XIII wieku) określenie musica plana wiązało się z rytmem swobodnym i było przeciwieństwem menzuralnej - musica mensurata.
Chorał gregoriański stał się również punktem wyjścia dla konstrukcji wielogłosowych, kontrapunktycznych (organum), modyfikujących pierwotną linię melodyczną – cantus firmus.
Począwszy od XII w. chorał gregoriański coraz bardziej zaczął podlegać wpływom muzyki menzuralnej.
Z biegiem czasu chorał gregoriański rozwijał się, podlegał reformom i zmianom. Repertuar tzw. autentyczny skrystalizował się w VIII-IX wieku i był także używany do innych tekstów, lub nawet komponowano utwory pseudogregoriańskie – H. Du Mont.
Przeciwko deformacjom dawnego repertuaru chorału gregoriańskiego występowało wielu teoretyków i papieży. Okres ten kończy się uchwałami soboru trydenckiego - reformą chorału gregoriańskiego dokonaną przez papieża Grzegorza XIII (1577). W Polsce opracowano wydanie śpiewów oparte na dawnych rękopisach. Graduał i Antyfonarz zatwierdzone zostały w 1621 i 1628 roku przez Synod Piotrkowski i Uniwersytet Jagielloński.

## Ars antiqua (1160–1320)
Jest to okres związany z działalnością szkoły Notre Dame oraz późniejszych teoretyków, jak Franco z Kolonii i Petrus de Cruce. Nastąpił wówczas rozkwit polifonii organalnej (organum), związanej z nią rytmiki i notacji modalnej oraz form organalnych, jak klauzula, konduktus i motet. Ostatnia z wymienionych form rozkwitła zwłaszcza w XIII w., w którym dokonał się dalszy rozwój rytmiki (wprowadzenie większej liczby relacji) oraz notacji muzycznej (notacja prefrankońska, notacja frankońska). Czołowymi reprezentantami ars antiqua byli Leoninus i Perotinus. W okresie tym bujnie rozwinęła się twórczość świecka; działali wówczas trubadurzy, truwerzy i minnesingerzy. Najważniejszymi zabytkami ars antiqua są: Magnus Liber Organi i  kodeksy Montpellier, Bamberg i Huelgas.

## Ars nova (1315–1400)
Jest to okres przeciwstawny do okresu Ars antiqua. Nastąpił wówczas wielki rozwój rytmiki, czemu towarzyszyły zmiany w notacji muzycznej (notacja francuska, notacja włoska). Sprecyzowanie pojęć konsonansu i dysonansu pozwoliło na ustalenie nowych zasad harmonicznych. Na pierwszy plan wysunęła się twórczość świecka. Szereg nowych form wykształcił się we Francji (ballada, rondo, virelai) i we Włoszech (madrygał i caccia). W dalszym ciągu kultywowano formę motetu, który przybrał postać izorytmiczną. W okresie ars nova zaczęto też opracowywać polifonicznie części stałe mszy. Głównymi ośrodkami ars nova były Francja (Guillaume de Machaut) i Włochy (Jacopo da Bologna, Giovanni da Cascia, później Francesco Landino). Obok Philippe'a de Vitry wybitnymi teoretykami tego okresu byli Johannes de Muris i Marchetto da Padova.

## Muzyka świecka
Podział muzyki świeckiej:
- muzyka ludowa - zapewne istniała, lecz zachowane informacje na jej temat są bardzo skąpe;
- muzyka dworska - dzielona na dwa rodzaje: dającą radość możnym, uświetniającą ceremoniał dworski oraz pieśni trubadurów, wędrownych pieśniarzy dworskich;
- muzyka miejska - muzyka popularna zwłaszcza wśród młodych mieszczan (żaków i wagantów), wędrujących od miasta do miasta i biorących udział w przedstawieniach; podobnie jak trubadurzy, byli zarówno twórcami, jak i wykonawcami swych utworów, ważne były również wygrywające melodie kuranty wieżowe oraz hejnały, jak np. zachowany do dziś Hejnał Mariacki i Toruński;
- muzyka instrumentalna - pierwsze samodzielne utwory organowe zanotowano na początku XIV w., lecz prawdopodobnie powstawały już wcześniej. Estampida, mimo początkowego charakteru tanecznego, przerodziła się w utwór instrumentalny składający się z większej ilości części; rondo, taneczny utwór o wieloczęściowej budowie i powtarzającym się refrenie, choć wywodził się z muzyki wokalnej, często występował jako utwór instrumentalny; w XIV w. nastąpił rozwój wariacji;
- muzyka wojskowa i myśliwska;
- wielogłosowa muzyka świecka - zachowały się głównie pieśni, we Francji zwane „chansons”. Do rozkwitu chansons przyczyniła się działalność trubadurów i truwerów. Stworzyli oni podstawowe schematy formalne pieśni: balladę, rondeau, lai i virelai. We Włoszech rozpowszechniony był madrygał. Najczęściej tematyką była miłość - zarówno ta idealna w wydaniu rycerskim jak i frywolna.

## Muzyka w średniowiecznej Polsce
W Polsce dominowała muzyka religijna w języku łacińskim. Śpiew chorałowy pojawił się wraz z przyjęciem chrześcijaństwa. Pielęgnowano go w zakonach i klasztorach. Hymny i sekwencje opiewały kult patronów rodzimych i przybranych. Do najstarszych i najcenniejszych zabytków muzyki polskiej należy Bogurodzica - jednogłosowa, ametryczna (śpiewana poza taktem), melizmatyczna pieśń religijna z XIII wieku. Między XIV i XV wiekiem powstało kilkadziesiąt jednogłosowych pieśni religijnych z polskimi tekstami, związanych z różnymi świętami. Wincenty z Kielczy (ur. ok. 1200 roku), ksiądz i zakonnik, był pierwszym znanym z imienia kompozytorem polskim. Jego pieśń Gaude Mater Polonia (Raduj się, Matko Polsko) za czasów Władysława Łokietka była hymnem królewskim. Za czasów Jagiełły powstała pierwsza kapela dworska. Na Uniwersytecie Jagiellońskim wykładano muzykę.

### Najważniejsze utwory średniowiecznej muzyki polskiej
- Orędzie wielkanocne 1060 r. - chorał benedyktyński;
- Bogurodzica;
- Gaude Mater Polonia Wincentego z Kielczy, hymn pochodzący z oficjum rymowanego o św. Stanisławie, ok. 1253 r.;
- Hymn ku czci św. Stanisława;
- Weselą się wszyscy Hymn ku czci św. Jadwigi, żony Henryka Brodatego;
- Hymn ku czci św. Kingi;
- Hymn ku czci św. Wojciecha;
- mieszczańska Pieśń o Wiklefie do słów Jędrzeja Gałki, 1447 r.;
- Żółtarz Jezusów czyli 15 rozmyślań o Bożym umęczeniu Ładysława z Gielniowa, 1448 r.;
- Panis, panis pange patribus tantum Piotra z Grudziądza, XV w.;
- Breve regnum dwugłosowe, XV w.;
- O najdroższy kwiatku XV w.;
- Cracovia civitas trzygłosowe, drugi i trzeci głos instrumentalny;
- Magnificat trzygłosowe, Mikołaj z Radomia;
- Historyka bystrość umysłu Mikołaj z Radomia na cześć królowej Zofii i jej syna Kazimierza do słów Stanisława Ciołka.

## Średniowieczni kompozytorzy
- Leoninus (ars antiqua) skomponował ok. 100 utworów dwugłosowych zebranych w dziele „Magnus Liber Organi” do wykonywania podczas mszy całego roku kościelnego; specjalizował się w tworzeniu organum dwugłosowego.
- Perotinus (ars antiqua) zmodernizował organa Leoninusa, rozszerzając je do trzech i czterech głosów. Zastosował nowe techniki kompozytorskie – imitację, w której głosy ulegały przesunięciu; hoquetus, czyli przerywanie melodii pauzami; technikę konduktową, równouprawnienie głosów w rytmie i melodii.
- Guillaume de Machaut (ars nova) przyczynił się do rozwoju muzyki świeckiej; komponował głównie motety, ballady, ronda, virelais, cztero-głosowe msze (Notre Dame).
- trubadurzy działający w południowej Francji: Wilhelm IX książę Akwitanii; Bernart de Ventadorn Pieśń skowronka; Peire Vidal; Raimbaut de Vaqueiras Kalenda maya; Guiraut Riquier.
- truwerzy działający w północnej Francji: Ryszard Lwie Serce; Tybald IV; Adam de la Halle Gra o Robinie i Marion
- minnesingerzy działający w Niemczech: Walther von der Vogelweide; Tannhäuser; Oswald von Wolkenstein.
- skaldowie działający na północy Europy
- jongleur (minstrel)
- szpilmani
- waganci
- Francesco Landini (ars nova) – ballady, madrygały, caccie. Niewidomy organista.
- John Dunstable (ars nova) – twórca techniki fauxbourdon.

## Współczesne inspiracje
Współcześnie muzyką wykonywaną w średniowieczu inspirują się twórcy muzyki neośredniowiecznej i rocka średniowiecznego.